# Seznam osebnosti iz Občine Tišina
Seznam osebnosti iz Občine Tišina vsebuje osebnosti, ki so se tu rodile, delovale ali umrle.
Občina Tišina ima 12 naselij in romski zaselek: Tropovci, Borejci, Gederovci, Gradišče, Krajna, Murski Črnci, Murski Petrovci, Petanjci, Rankovci, Sodišinci, Tišina, Vanča vas in zaselek Vanča vas.

## Književnost

### Pisatelji
- Anton Števanec (1861, Vanča vas – 1921, Zalaháshágy), nabožni pisatelj, učitelj, kantor in vaški notar
- Imre Augustič (1837, Murski Petrovci – 1879, Budimpešta), pisatelj, pesnik, novinar in prevajalec
- Imre Alajos Szerecz (1890, Tropovci – 1972, Keszthely), (madžarski) pisatelj in učitelj
- János Környei (1830, Murski Petrovci – 1870, Buda), pisatelj in srednješolski učitelj
- Franc Temlin (konec 17. stoletja, Krajna – 18. stoletje, neznano), pisatelj

### Pesniki
- Lojze Novak (1927, Murski Črnci – 1986, Buenos Aires), pesnik, pisatelj in literarni kritik
- Štefan Titan (1944, Murski Črnci –), pesnik, pisatelj in zdravilec

## Kultura in umetnost
- Miško Baranja (1920 Vanča vas – 1993, Murska Sobota), cimbalist in gostinec
- Štefan Hauko (1935 Sodišinci –), slikar
- Franc Kuhar (1916 Rankovci – 1945, Flossenburg), kipar

## Politika
- Jožef Klekl (1874, Krajna –1948, Murska Sobota), politik, katoliški duhovnik, nabožni pisatelj, založnik in urednik
- Štefan Kühar (1887 Gradišče, Tišina –1922, Beltinci), narodni buditelj, duhovnik
- Vanek Šiftar (1919 Petanjci –1999), politični delavec, kulturnopolitični delavec, pravnik, sodnik
- Dr. Ludvik Rogan (1915 Sodišinci – 1945 Buchenwald), sekretar okrožnega odbora OF Murska Sobota v letu 1944

## Religija
- Jožef Klekl (1879, Krajna – 1936, Dolenci), rimskokatoliški duhovnik, pisatelj, novinar
- Franc Hül (1800, Tišina – 1880, Murska Sobota), rimskokatoliški duhovnik, dekan Slovenske okrogline (danes Prekmurje in Porabje) na Ogrskem, zgodovinopisec
- Janoš Kühar (1901, Gradišče, Tišina – 1987, Gornji Senik), duhovnik, nabožni pisatelj, fotograf in buditelj slovenske manjšine na Madžarskem
- Franc Rogač (1880, Tišina – 1961, Budimpešta), duhovnik, teolog, škof, teološki pisatelj
- Jožef Hauko (1890, Rankovci – 1968, Rankovci), duhovnik
- Franc Ivanoci (1857, Ivanovci – 1913, Tišina), rimskokatoliški duhovnik, narodni buditelj

## Gospodarstvo
- Ernest Ebenšpanger (1939, Tišina –), gospodarstvenik
- Franc Ivanek (1929, Tišina – 1978, Maribor), gozdar
- Milan Erjavec (1936, Borejci – 1992), agronom, pedagog in publicist

## Šport
- Simon Špilak (1986, Tišina – ), kolesar

## Osebnosti od drugod
- Avgust Požegar (1863, Vičava pri Ptuju – 1946, Murska Sobota), predsednik učiteljskega društva za Prekmurje v Gederovcih
- Karolina Kolmanič (1930, Lomanoše pri Gornji Radgoni – 2020, Murska Sobota), učiteljica v Gederovcih
- Franc Šebjanič (1920, Murska Sobota – 1984, Murska Sobota), učitelj v Gederovcih
- Evgen Antauer (1890, Murska Sobota – 1971, Lenart v Slovenskih goricah), šolnik, pisec